# Lerista speciosa
Lerista speciosa — вид сцинкоподібних ящірок родини сцинкових (Scincidae). Ендемік Австралії.

## Поширення і екологія
Lerista speciosa відомі з двох місцевостей, розташованих в горах Масгрейв на північному заході Південної Австралії. Вони живуть на скелястих схилах пагорбів в пустелі, трапляються під камінням.